# Alveolární verberanta
Alveolární verberanta je souhláska, vyskytující se v mnoha světových jazycích. V IPA je reprezentována číslem 124, znakem ɾ. V Kirshenbaumově přepise se pro ni používá symbol *. Ze spisovných jazyků se vyskytuje např. v albánštině (emër – jméno), arabštině, rakouské němčině (Rose), baskičtině (lorea), katalánštině, řadě výslovnostních realisací angličtiny (tt v better při výslovnostním standardu General American, r ve slově free při skotské výslovnosti), japonštině (přepisováno jako r), norštině (ve slově Norge), perštině, portugalštině (např. contra) a španělštině (např. caro). V češtině se správně nevyskytuje, mnoho mluvčích tak ale vyslovuje (aniž si to uvědomuje) grafém /r/, ten je ale ve správné výslovnosti spíše alveolární vibranta.
Obvykle se řadí mezi tzv. rhotické (erové) souhlásky.

## Charakteristika
- Způsob artikulace: verberanta, tzv. švih. Vytváří se rychlým pohybem a krátkým dotykem artikulačních orgánů.
- Místo artikulace: dásňová souhláska (alveolára). Uzávěra se vytváří mezi jazykem a dásňovým obloukem.
- Znělost: znělá souhláska – při artikulaci hlasivky kmitají.
- Ústní souhláska – vzduch prochází při artikulaci ústní dutinou.
- Středová souhláska – vzduch proudí převážně přes střed jazyka spíše než přes jeho boky.
- Pulmonická egresivní hláska – vzduch je při artikulaci vytlačován z plic.